# Sebastián Félix de Mendiola
Sebastián Félix de Mendiola fue Gobernador de la Provincia del Paraguay entre 1692 a 1696 y después de 1705 a 1706. Fue otro de los gobernadores depuestos por la población debido a sus arbitrariedades. Fue enviado preso a Buenos Aires, aunque la Audiencia de Charcas lo restituyó en su cargo.
| Predecesor: Francisco de Monforte  | Gobernador del Paraguay 1692 - 1696 | Sucesor: Juan Rodríguez Cota |
| Predecesor: José Ávalos de Mendoza | Gobernador del Paraguay 1705 - 1706 | Sucesor: Baltazar García Ros |